# 15.º Regimiento Antiaéreo (motorizado mixto)
El 15..º Regimiento Antiaéreo (motorizado mixto) (Flak-Regiment. 15 (gem. mot.)) fue una unidad militar de la Luftwaffe durante la Segunda Guerra Mundial.

## Historia
Formado el 1 de noviembre de 1943 en Oslo desde el IV Grupo/14.º Regimiento de Artillería de la Fuerza Aérea, con 1. - 5. Baterías.

## Servicios
- 1943 – 1945: en Oslo-Grefsenschule.
- 1 de noviembre de 1943: bajo la 14.º Brigada Antiaérea (83.º Regimiento Antiaéreo).
- 1 de enero de 1944: bajo la 14.º Brigada Antiaérea (83.º Regimiento Antiaéreo).
- 1 de febrero de 1944: bajo la 14.º Brigada Antiaérea (83.º Regimiento Antiaéreo).
- 1 de marzo de 1944: bajo la 14.º Brigada Antiaérea (83.º Regimiento Antiaéreo).
- 1 de abril de 1944: bajo la 14.º Brigada Antiaérea (83.º Regimiento Antiaéreo).
- 1 de mayo de 1944: bajo la 14.º Brigada Antiaérea (83.º Regimiento Antiaéreo).
- 1 de junio de 1944: bajo la 14.º Brigada Antiaérea (83.º Regimiento Antiaéreo).
- 1 de julio de 1944: bajo la 14.º Brigada Antiaérea (83.º Regimiento Antiaéreo).
- 1 de agosto de 1944: bajo la 14.º Brigada Antiaérea (83.º Regimiento Antiaéreo).
- 1 de septiembre de 1944: bajo la 14.º Brigada Antiaérea (83.º Regimiento Antiaéreo).
- 1 de octubre de 1944: bajo la 13.º Brigada Antiaérea (181.º Regimiento Antiaéreo).
- 1 de noviembre de 1944: bajo la 13.º Brigada Antiaérea (181.º Regimiento Antiaéreo).
- 1 de diciembre de 1944: bajo la 13.º Brigada Antiaérea (181.º Regimiento Antiaéreo).
- 1 de marzo de 1945 bajo la 29.º División Antiaérea (162.º Regimiento Antiaéreo).